# Annales Hirsaugienses
Die Annales Hirsaugienses (Übersetzung Jahrbücher von Hirsau, Hirsauer Annalen) sind ein zwischen 1509 und 1514 vom Geistlichen und Schriftsteller Johannes Trithemius geschriebenes, zweibändiges Werk zur Geschichte des Klosters Hirsau. Es erschien erst im Jahr 1690 vollständig im Druck. Die Annales Hirsaugienses bilden eine zweite Fassung des zwischen 1495 und 1503 vom gleichen Autor verfassten Chronicon Hirsaugiense (Übersetzung Hirsauer Chronik, autographischer Volltitel Chronica insigne monasterii Hirsaugiensis), das unvollendet blieb.

## Geschichte
Die Annales Hirsaugienses sind aus dem Chronicon Hirsaugiense hervorgegangen. Dabei ging der Idee zum Verfassen einer Klostergeschichte der Abtei Hirsau ein Besuch in der Abtei voraus. Johannes Trithemius besuchte 1493 das hier abgehaltene Ordenskapitel der Kirchenprovinz Mainz-Bamberg. In der Folge kehrte er mehrfach in das schwäbische Kloster zurück, weil er vonseiten der Bursfelder Kongregation die Umsetzung der Klosterreformen beobachten sollte, die Hirsau seit dem Beitritt 1458 umsetzen sollte. Der Beginn der Abfassung des Textes kann mit um 1495 angegeben werden. In Hirsau selbst war man an einer Geschichte des eigenen Klosters sehr interessiert. Deshalb versprach man Trithemius zunächst auch ein Honorar. Als allerdings Abt Blasius im Jahr 1503 starb, stockte der Auftrag.
Der Nachfolger Johannes II. Hanssmann erneuerte zwar die Versprechungen seines Vorgängers, vergaß aber bald, dass eine Bezahlung vereinbart worden war. Deshalb ließ Trithemius die Arbeit am Chronicon zunächst auch ruhen. Er war in seiner historiografischen Arbeit bereits bis ins Jahr 1370 vorgedrungen. Erst nach einer im Jahr 1509 erfolgten, erneuten Versicherung durch den Konvent von Hirsau, die Arbeit finanziell zu unterstützen, vollendete Trithemius seine Arbeit an der Schrift. Dabei verfolgte er allerdings ein neues Konzept, sodass das ältere Chronicon unvollendet blieb. Wahrscheinlich hatte der Schriftsteller inzwischen neues Quellenmaterial erschließen können und verzichtete deshalb auf die Weiterführung. Es ist davon auszugehen, dass der Abt durch den Hirsauer Mönch Nikolaus Basellius von den Entwicklungen innerhalb der Klostergemeinschaft unterrichtet wurde. In der Folge wurde die Vorrede des zweiten Bandes der Annalen dem Mönch gewidmet.
Die „Annales“ wurden zweibändig konzipiert. Zwischen 1509 und 1511 entstand der erste Band, der zweite Teil wurde Ende 1514 abgeschlossen. In der Forschung wurde die Vermutung geäußert, dass die intensive Arbeit an den Texten den Tod des damals 50-jährigen Trithemius beschleunigt hätten, weil er in dieser Zeit kaum schlief und kaum Nahrung zu sich nahm. Zunächst wurde eine Version der Handschrift an die Auftraggeber nach Hirsau übersandt. Bereits 1512 kann die Benutzung des ersten Bandes durch den Humanisten Konrad Pellikan nachgewiesen werden. Die „Annales“ ruhten zunächst ungedruckt in der Hirsauer Klosterbibliothek und wurden erst 1690 im Zuge des durch Jean Mabillon vorbereiteten und in St. Gallen umgesetzten Drucks bekannter. Die autographischen Originalblätter gelangten von Hirsau nach Stuttgart, 1568 nach Tübingen und 1635 schließlich nach München.

## Inhalt
Die beiden historiografischen Werke über das Kloster Hirsau sind von Übertreibungen und bewussten Fälschungen geprägt. Dabei wendet Trithemius eine annalistische Schreibweise an, die sich an den Ereignissen einzelner Jahre orientiert. Obwohl Trithemius gesichert lediglich vom Gründungsjahr des Klosters berichten kann, sind in beiden Arbeiten seitenlange Spekulationen zum Ablauf der Gründung zu finden. Trithemius verlegt die Anfänge des Klosters nach Fulda, wo die karolingische Renaissance gerade in voller Blüte stand. In der Folge hob er die Rolle des Hrabanus Maurus für die Geschichte des Klosters hervor. Besondere Bedeutung schreibt Trithemius auch der Translation der Gebeine des heiligen Aurelius von Riditio zu. Jahre, in denen die Geschichte des Klosters nicht ergiebig genug erscheint, füllt der Autor mit Exkursen zur Reichsgeschichte auf.
Trithemius beschreibt die Geschichte der monastischen Gemeinschaft als die Geschichte eines Verfalls. Zugleich bemüht er sich insbesondere in den „Annales“ die Geschichte des Heiligen Römischen Reiches aufzuzeichnen. So findet die Genealogie des Hauses Habsburg genauso Aufnahme in die Klostergeschichte wie die Ursprünge der Franken. Dabei fließen immer wieder auch tagespolitische Ereignisse wie die Italienpolitik Kaiser Maximilians und die Auseinandersetzungen mit Frankreich in die Betrachtung ein. Daneben enthalten die „Annales“ auch juristische Elemente: So betont Trithemius die korrekte Unterscheidung zwischen dem Begriff des Königtums (lat. regnum) und des Kaisertums (lat. imperium).
Trithemius nutzte für die Erstellung seines Geschichtswerkes vor allem kompilatorische Zusammenstellungen der Primärquellen. Nachgewiesen ist, dass die Abtei Hirsau dem Schriftsteller Texte übersandte. In diesem Zusammenhang ist der „Codex Hirsaugiensis“ von besonderer Bedeutung, weil er als Geschichtsabriss der Abtei, der bereits im 12. Jahrhundert angelegt wurde, um 1500 neue Ergänzungen erfuhr. Die Klosterüberlieferung konzentrierte sich vor der Zusammenstellung durch den Abt auf mehrere lose Blattsammlungen, sogenannte „schedae“. Darüber hinaus ergänzte Trithemius seine Informationen über mehrere Heiligenviten, darunter die Vita Wilhelmi, die Passio Thiemonis, die Vita Ermenoldi, die Vita Theogeri und die Lebensbeschreibung der heiligen Paulina. Darüber hinaus griff er auf Reichsquellen wie die Chronik des Widukind von Corvey, die Weltchronik des Marianus Scotus und viele weitere zurück.

## Exemplare
Obwohl die Schriften des Trithemius bereits in ihren handschriftlichen Versionen rege Rezeption erfuhren, haben sich nur noch wenige Ausgaben erhalten. Vom Chronicon Hirsaugiense existiert sogar nur noch eine einzige verbliebene Handschrift. Die autographische Niederschrift des Chronicons befindet sich heute in der Biblioteca Apostolica Vaticana in der Vatikanstadt und wurde von der Universitätsbibliothek Heidelberg digitalisiert. Das Chronicon wurde 1559 vom Basler Drucker Jakob Kündig in Druck herausgegeben. Daneben fand es Eingang in den zweiten Band der Trithemius-Gesamtausgabe des Juristen Marquard Freher, die dieser im Jahr 1601 unter dem Titel „Johannis Trithemii Opera historica“ herausgab.
Die Annales Hirsaugienses selbst sind mit zwei Handschriften nur etwas besser belegt. Beide sind Teil der Sammlungen der Bayerischen Staatsbibliothek in München. Sie sind ebenfalls von Trithemius selbst abgeschrieben worden und bilden die Vorlage für drei ebenfalls in der Münchner Staatsbibliothek erhaltenen Abschriften. Die Annales wurden erstmals 1690 vollständig in Druck gegeben und erschien als zweibändige Ausgabe. Als Herausgeber fungierte Johann Georg Schlegel. Im Jahr 2014 wurde außerdem ein Faksimile herausgegeben, das ebenfalls beide Bände umfasst.